# 권선재
권선재(權善才, 676년 ~ ?년)는 당나라 고종 때 좌위위대장군(左威衛大將軍)이다.

## 개요
권선재(權善才)는 좌감문중랑장(左監門中郞將) 범회의(范懷義)와 집을 증축하기 위해서 벌채를 하다 나뭇꾼이 실수로 소릉(昭陵 당태종의 능)의 나무를 벌채하였다.
당고종은 대역죄로 권선재, 범회의를 처형하려 하였을 때 적인걸이 반대하여 죽음을 면하였다.
적인걸은 “능역의 나무를 벌채한 자를 사형에 처한다는 법률이 없기 때문입니다.”라고 건언하자 고종은 크게 노하여 화를 냈다.
측천무후는 적인걸이 황제를 두려워 하지 않고 직언하는 면을 높게 평가하여, 권선재와 범회의를 살려 주었다.

## 같이 보기
- 적인걸
- 측천무후